# Trémont-sur-Saulx
Pour les articles homonymes, voir Trémont.
Trémont-sur-Saulx est une commune française située dans le département de la Meuse, en région Grand Est.

## Géographie

### Localisation
Trémont-sur-Saulx se situe à 9 km au sud-ouest de la préfecture Bar-le-Duc.
L'ancien hameau de Renesson, ancienne seigneurie, est inclus à la commune.
Le territoire de la commune est limitrophe de 7 communes.
| Beurey-sur-Saulx  |                   | Fains-Véel         |
| Robert-Espagne    | Trémont-sur-Saulx | Combles-en-Barrois |
| L'Isle-en-Rigault | Ville-sur-Saulx   | Brillon-en-Barrois |

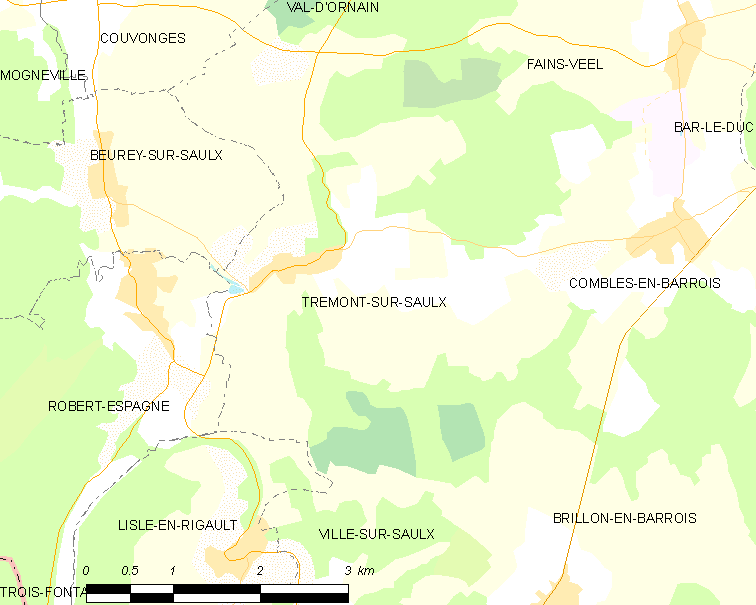
Carte de la commune.
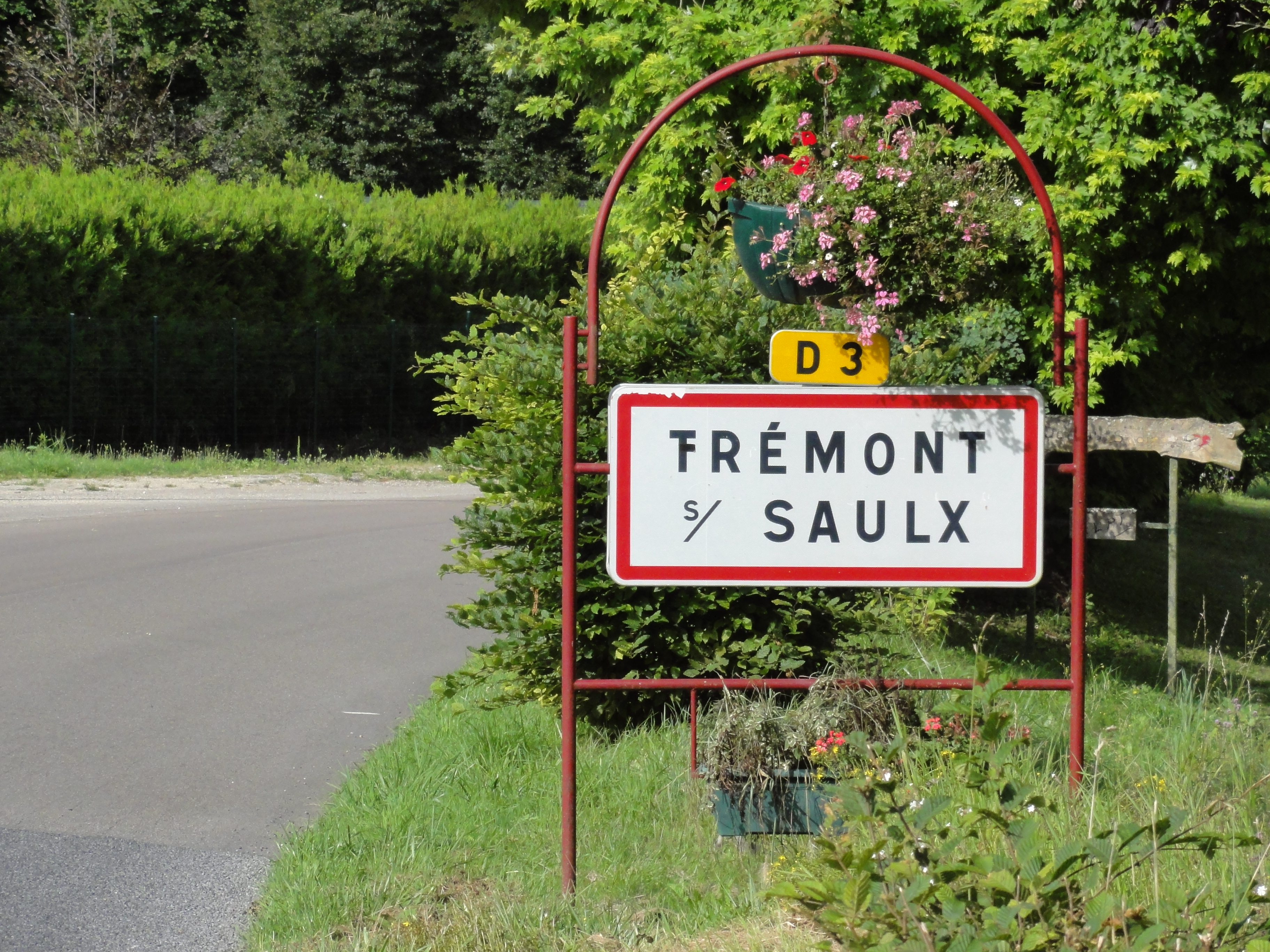
Entrée de Trémont-sur-Saulx.
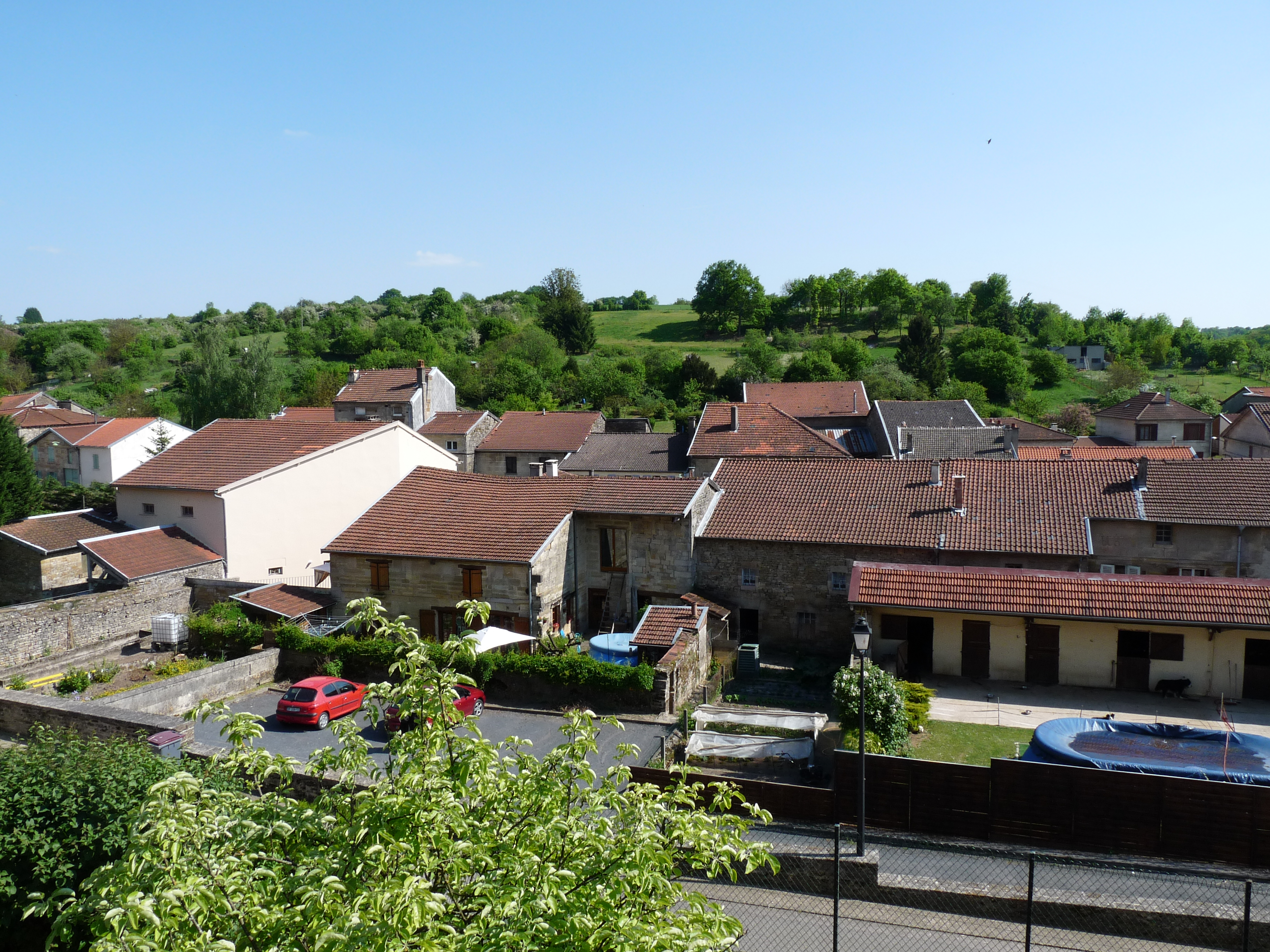
Vue du village.
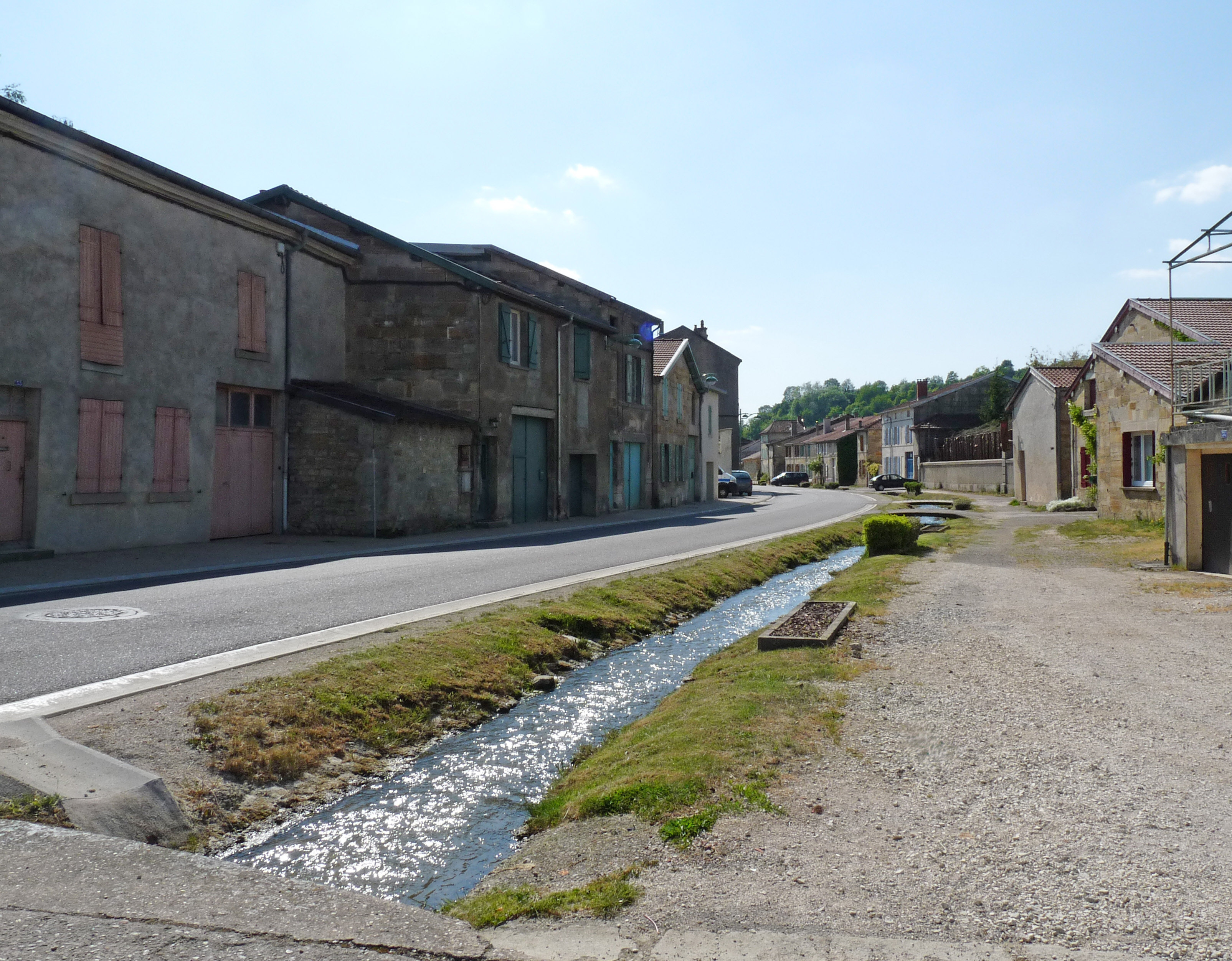
Le ruisseau Saint-Sébastien traversant le village.

### Hydrographie et relief
Commune située dans la vallée de la Saulx, le bourg est traversé par le ruisseau Saint-Sébastien, affluent de la Saulx, long de 1 600 m, qui prend sa source à la fontaine Saint-Menge (source captée). Le Saint-Sébastien dispose lui-même d'un petit affluent de 160 m qui prend sa source à la fontaine Gillot (source captée) qui alimente immédiatement un lavoir. Enfin, à Renesson, deux petites résurgences pérennes alimentent la Saulx, située à une soixantaine de mètres.
Lors d'une pluviométrie longue et abondante, la résurgence temporaire du Morillon, situé dans la vallée sèche d'Yot, se met à couler et rejoint la source Saint-Menge, susceptible de provoquer une inondation du village, comme ce fut le cas le 25 avril 1776 ou en 1977,.
Trois collines surplombent le village (d'où son nom). Au sud, on accède aux deux premières par la côte des Ruelles et la côte de Jeand'heurs et à la troisième, au nord, par la côte des Plaines.
Il existe plusieurs carrières souterraines, notamment dans le secteur dit des Vieilles Carrières, dont certaines sont, aujourd'hui, fermées car servant de gîte à chauves-souris.

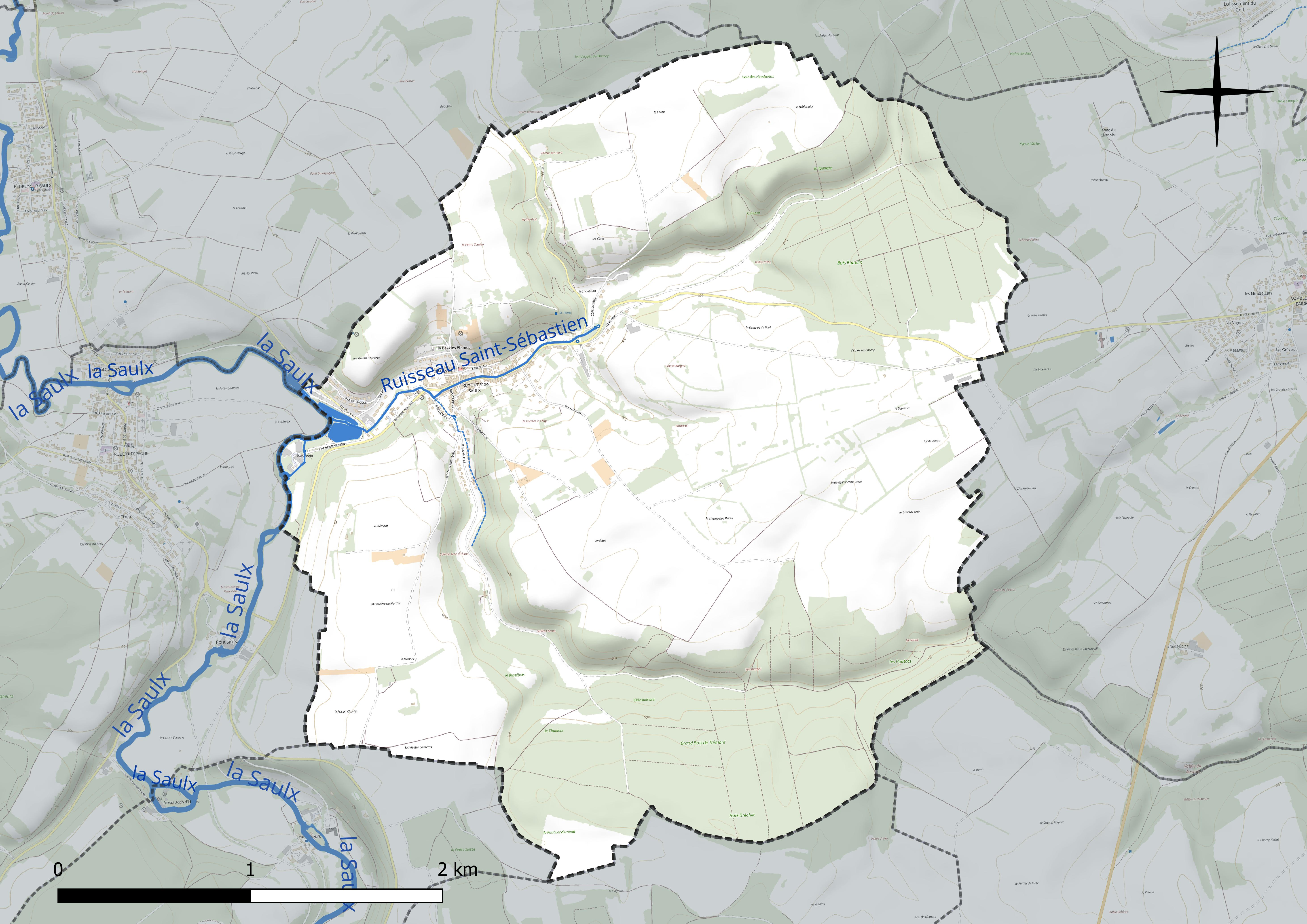
Réseau hydrographique de Trémont-sur-Saulx.

### Climat
Pour des articles plus généraux, voir Climat du Grand Est et Climat de la Meuse.
En 2010, le climat de la commune est de type climat de montagne, selon une étude du Centre national de la recherche scientifique s'appuyant sur une série de données couvrant la période 1971-2000. En 2020, Météo-France publie une typologie des climats de la France métropolitaine dans laquelle la commune est exposée à un climat océanique altéré et est dans la région climatique  Lorraine, plateau de Langres, Morvan, caractérisée par un hiver rude (1,5 °C), des vents modérés et des brouillards fréquents en automne et hiver. 
Pour la période 1971-2000, la température annuelle moyenne est de 10 °C, avec une amplitude thermique annuelle de 15,8 °C. Le cumul annuel moyen de précipitations est de 974 mm, avec 13,7 jours de précipitations en janvier et 9,4 jours en juillet. Pour la période 1991-2020, la température moyenne annuelle observée sur la station météorologique de Météo-France la plus proche, « Vassincourt », sur la commune de Vassincourt à 6 km à vol d'oiseau, est de 11,4 °C et le cumul annuel moyen de précipitations est de 871,0 mm. 
La température maximale relevée sur cette station est de 41,7 °C, atteinte le 24 juillet 2019 ; la température minimale est de −17,4 °C, atteinte le 20 décembre 2009,,. 
Les paramètres climatiques de la commune ont été estimés pour le milieu du siècle (2041-2070) selon différents scénarios d'émission de gaz à effet de serre à partir des nouvelles projections climatiques de référence DRIAS-2020. Ils sont consultables sur un site dédié publié par Météo-France en novembre 2022.

## Urbanisme

### Typologie
Au 1er janvier 2024, Trémont-sur-Saulx est catégorisée bourg rural, selon la nouvelle grille communale de densité à sept niveaux définie par l'Insee en 2022.
Elle est située hors unité urbaine. Par ailleurs la commune fait partie de l'aire d'attraction de Bar-le-Duc, dont elle est une commune de la couronne,. Cette aire, qui regroupe 86 communes, est catégorisée dans les aires de 50 000 à moins de 200 000 habitants,.

### Occupation des sols
L'occupation des sols de la commune, telle qu'elle ressort de la base de données européenne d’occupation biophysique des sols Corine Land Cover (CLC), est marquée par l'importance des territoires agricoles (60,1 % en 2018), en diminution par rapport à 1990 (61,2 %). La répartition détaillée en 2018 est la suivante : 
terres arables (46,9 %), forêts (36,4 %), prairies (11,2 %), zones urbanisées (3,5 %), zones agricoles hétérogènes (2,1 %). L'évolution de l’occupation des sols de la commune et de ses infrastructures peut être observée sur les différentes représentations cartographiques du territoire : la carte de Cassini (XVIIIe siècle), la carte d'état-major (1820-1866) et les cartes ou photos aériennes de l'IGN pour la période actuelle (1950 à aujourd'hui).

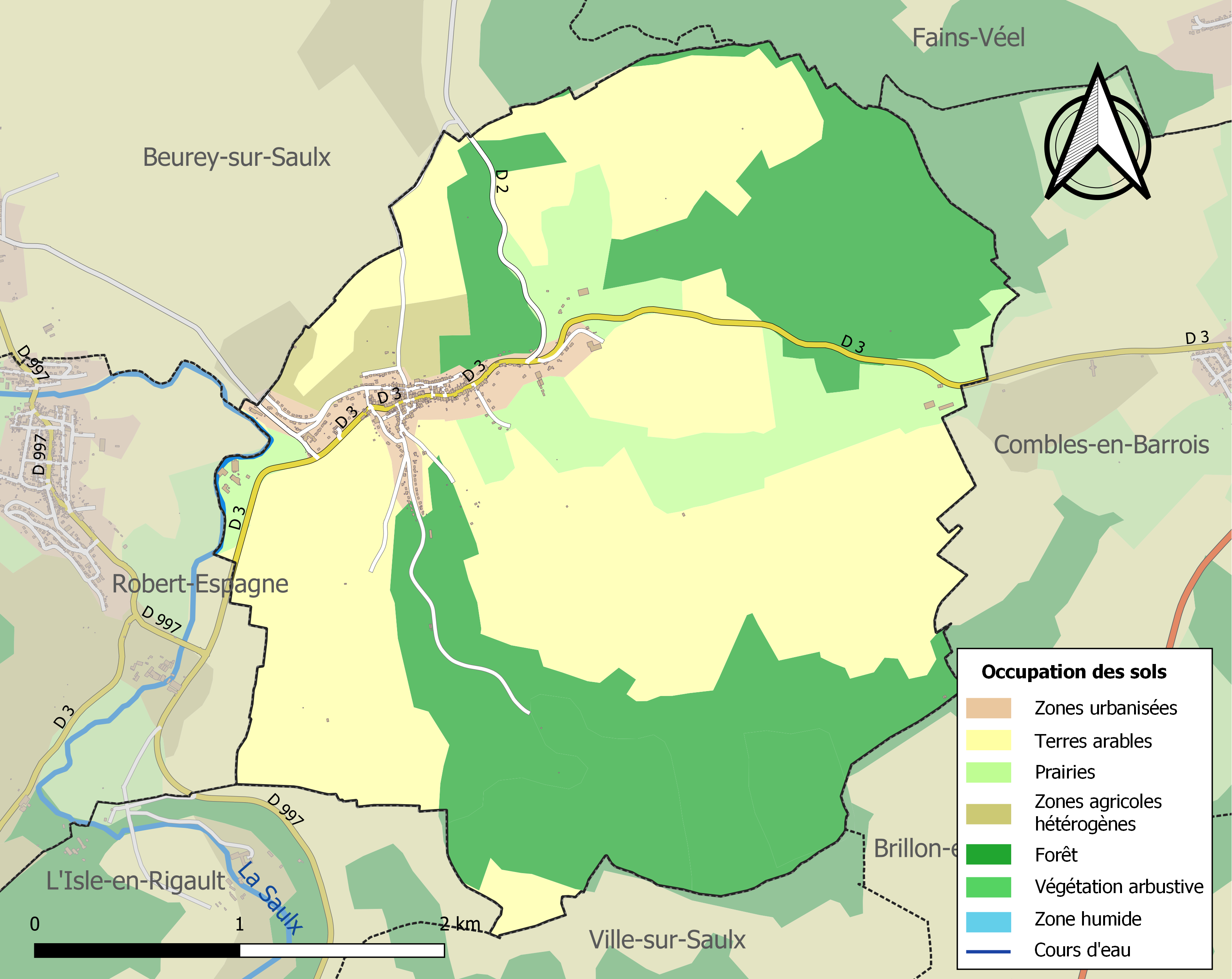
Carte des infrastructures et de l'occupation des sols de la commune en 2018 (CLC).

## Toponymie
Le nom de la localité est attesté sous les formes Tremonz (1141) ; Tremons (1180) ; Tremont (1234) ; Tresmont (1700) ; Tremontium (1711).

En 1332, il est fait état de Tremontium (de Montium, adjectif latin pour « montagne ») par Jean de Forge. On trouve aussi Trougnon en 1621 (AD54, B93). Avant 1789 et pendant la Révolution, l'orthographe est de Tremont. En patois on dit Troumont.
 
Le nom de Trémont vient de la position du village, situé dans une vallée entre trois monts.

La Saulx est une rivière française. Affluent droit de la Marne et donc sous-affluent de la Seine.

## Histoire
En 1332, Jean de Forge effectue un dénombrement pour Édouard, comte de Bar, et signale la ville de Tremontium. À l'écart, le château fort de Renesson est signalé comme entouré de fossés remplis d'eau et disposant d'un pont levis.
En juin 1814, la commune voit le passage des troupes bavaroises. Elle est contrainte d'héberger les troupes et de livrer des bêtes à cornes.
Pendant la guerre de 1870, le village doit fournir du vin et de l'eau de vie comme contribution de guerre. En février 1871, la commune doit payer des dédommagements à la Prusse.

### Première Guerre mondiale
Pendant la Première Guerre mondiale, Bar-le-Duc et ses environs servent de base arrière, et voient transiter hommes et matériel allant d'un secteur du front à un autre. Les troupes de la 37e Division américaine stationnent ainsi deux jours dans les villages de la vallée de la Saulx en septembre 1918, avant de monter vers l'Argonne pour l'offensive Meuse-Argonne.

### Seconde Guerre mondiale
Le 29 août 1944, les Allemands de la 3e division de Panzer-Grenadiers, une unité de la Wehrmacht, assassinent au total 86 habitants, qui vivaient à Trémont-sur-Saulx ainsi que dans quatre villages voisins : Robert-Espagne, Beurey-sur-Saulx, Couvonges et Mognéville. Ces cinq villages se sont retrouvés partiellement détruits, le massacre se traduisant par des dizaines de maisons détruites et incendiées. Ce tragique évènement a ensuite été nommé le Massacre de la vallée de la Saulx. À Trémont-sur-Saulx, c'est une jeune fille de 16 ans du nom de Marie Louise Caron, qui, malheureusement, a croisé le chemin de soldats allemands du 29e régiment, qui a été abattue. Une pierre tombale se trouve à l'endroit où cette jeune fille a perdu la vie, à quelques dizaines de mètres de la fontaine Saint-Menge. Pour lui rendre hommage, l'école maternelle et primaire publique du village porte son nom.

## Politique et administration
| Période                                  | Période   | Identité                               | Étiquette | Qualité                                                                |
| ---------------------------------------- | --------- | -------------------------------------- | --------- | ---------------------------------------------------------------------- |
| Les données manquantes sont à compléter. |           |                                        |           |                                                                        |
| avant 1995                               | 1995      | Raymond Bia                            |           |                                                                        |
| mars 1995                                | mars 2001 | Denis Decloquement                     |           |                                                                        |
| mars 2001                                | mars 2014 | Gilbert Monperrus (réélu en mars 2008) |           |                                                                        |
| mars 2014                                | mai 2020  | Michel Gobert                          |           |                                                                        |
| mai 2020                                 | En cours  | Didier Sugg                            | RN        | Agent de prévention et de sécurité, suppléant du député Maxime Amblard |

### Répartitions administratives et électorales
Trémont-sur-Saulx fait partie du canton de Bar-le-Duc-Sud. Elle est membre de l'ancienne communauté de communes de Bar-le-Duc qui regroupe quinze communes, puis, à partir du 1er janvier 2013, de la nouvelle communauté d'agglomération Bar-le-Duc Sud Meuse qui regroupe 27 communes.

## Population et société

### Démographie
L'évolution du nombre d'habitants est connue à travers les recensements de la population effectués dans la commune depuis 1793. Pour les communes de moins de 10 000 habitants, une enquête de recensement portant sur toute la population est réalisée tous les cinq ans, les populations de référence des années intermédiaires étant quant à elles estimées par interpolation ou extrapolation. Pour la commune, le premier recensement exhaustif entrant dans le cadre du nouveau dispositif a été réalisé en 2007.

En 2022, la commune comptait 571 habitants, en évolution de −6,7 % par rapport à 2016 (Meuse : −4,4 %, France hors Mayotte : +2,11 %).
| 1793 | 1800 | 1806 | 1821 | 1831 | 1836 | 1841 | 1846 | 1851 |
| ---- | ---- | ---- | ---- | ---- | ---- | ---- | ---- | ---- |
| 700  | 593  | 689  | 699  | 816  | 822  | 937  | 883  | 886  |

| 1856 | 1861 | 1866 | 1872 | 1876 | 1881 | 1886 | 1891 | 1896 |
| ---- | ---- | ---- | ---- | ---- | ---- | ---- | ---- | ---- |
| 822  | 815  | 712  | 627  | 623  | 623  | 586  | 571  | 571  |

| 1901 | 1906 | 1911 | 1921 | 1926 | 1931 | 1936 | 1946 | 1954 |
| ---- | ---- | ---- | ---- | ---- | ---- | ---- | ---- | ---- |
| 532  | 519  | 527  | 494  | 487  | 484  | 472  | 493  | 547  |

| 1962 | 1968 | 1975 | 1982 | 1990 | 1999 | 2006 | 2007 | 2012 |
| ---- | ---- | ---- | ---- | ---- | ---- | ---- | ---- | ---- |
| 548  | 488  | 429  | 506  | 608  | 610  | 642  | 647  | 629  |

| 2017 | 2022 | - | - | - | - | - | - | - |
| ---- | ---- | - | - | - | - | - | - | - |
| 607  | 571  | - | - | - | - | - | - | - |

### Associations
- Amicale des loisirs populaires trémontois
- section locale des Anciens combattants et victimes de guerre
- section locale de l'Association francs et franches camarades

## Économie
- Fromagerie Mary : Émile-Auguste Fondeux fonde une laiterie à Trémont-sur-Saulx en 1868. En 1888 son fils Ernest dirige alors la fromagerie qui fabrique essentiellement du brie et du beurre. L'affaire est reprise ensuite par le fils d'Ernest, Émile, qui la cède à Simon Mary au début du XXe siècle. Achetée dans les années 1930 par la Société anonyme des fermiers réunis celle-ci ferme la structure de Trémont en 1952[26].

## Culture locale et patrimoine

### Lieux et monuments
- Église Saint-Menge de Trémont-sur-Saulx (ou Saint-Memmie localement), classée par les Monuments historiques par un arrêté du 27 juin 1984[27].
- Monument aux morts.
- Captages de la fontaine Saint-Menge (source du ruisseau Saint-Sébastien) et de la fontaine Gillot (source du petit affluent du Saint-Sébastien).
- 2 lavoirs : à l'est sur le Saint-Sébastien et au sud à la fontaine Gillot.
- Moulin du ruisseau Saint-Sébastien.

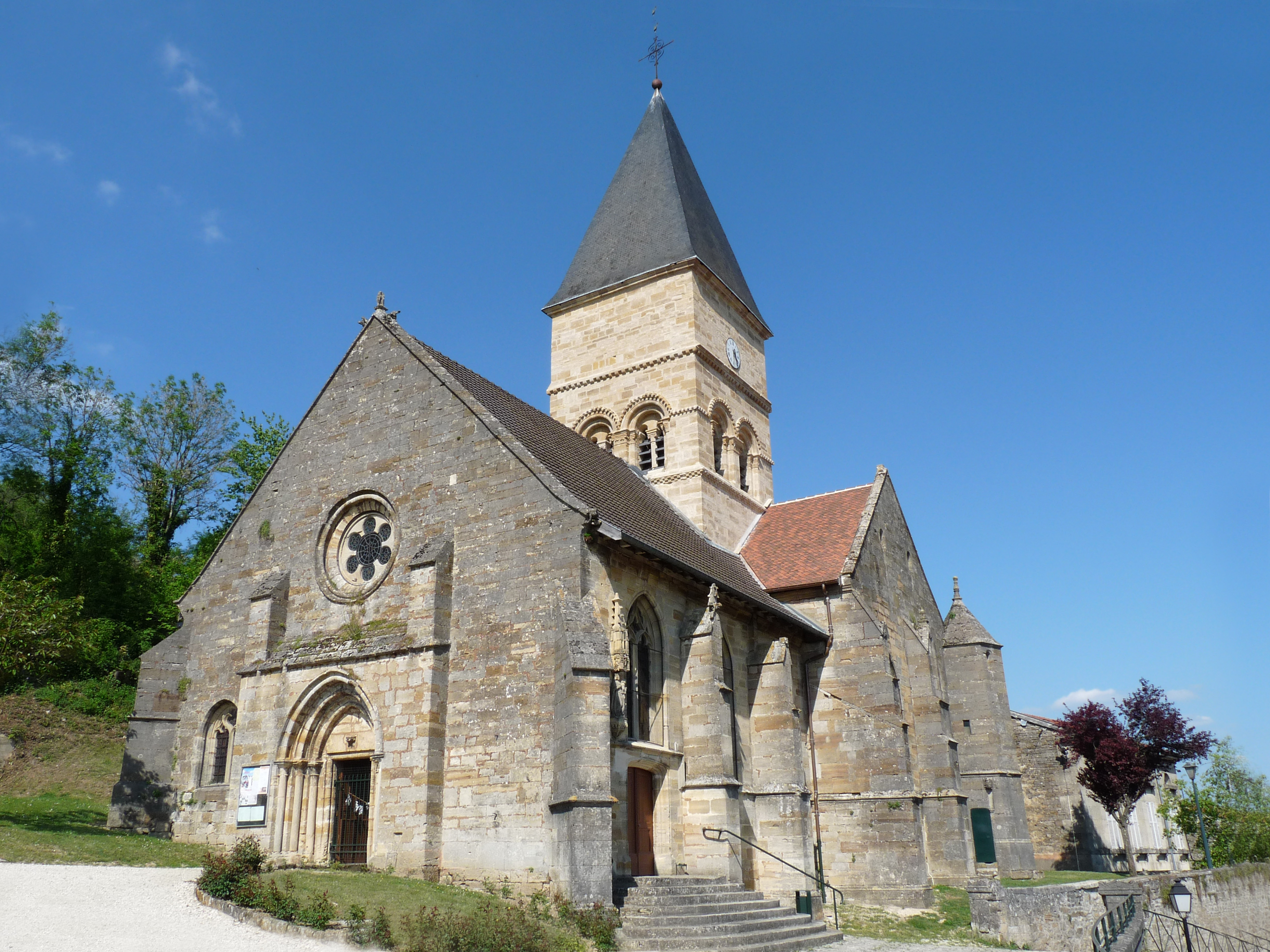
Église Saint-Menge, extérieur.
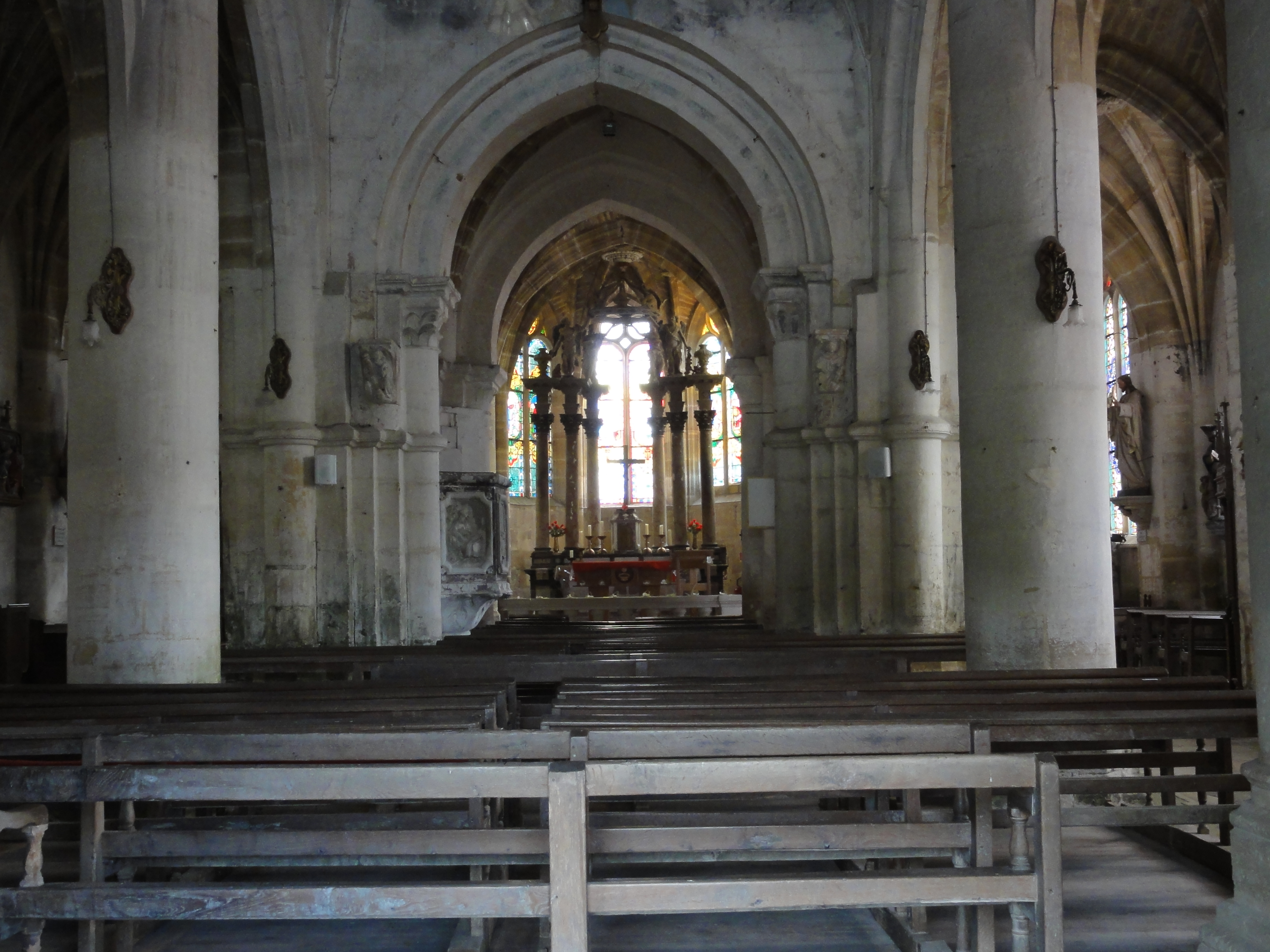
Église Saint-Menge, intérieur.
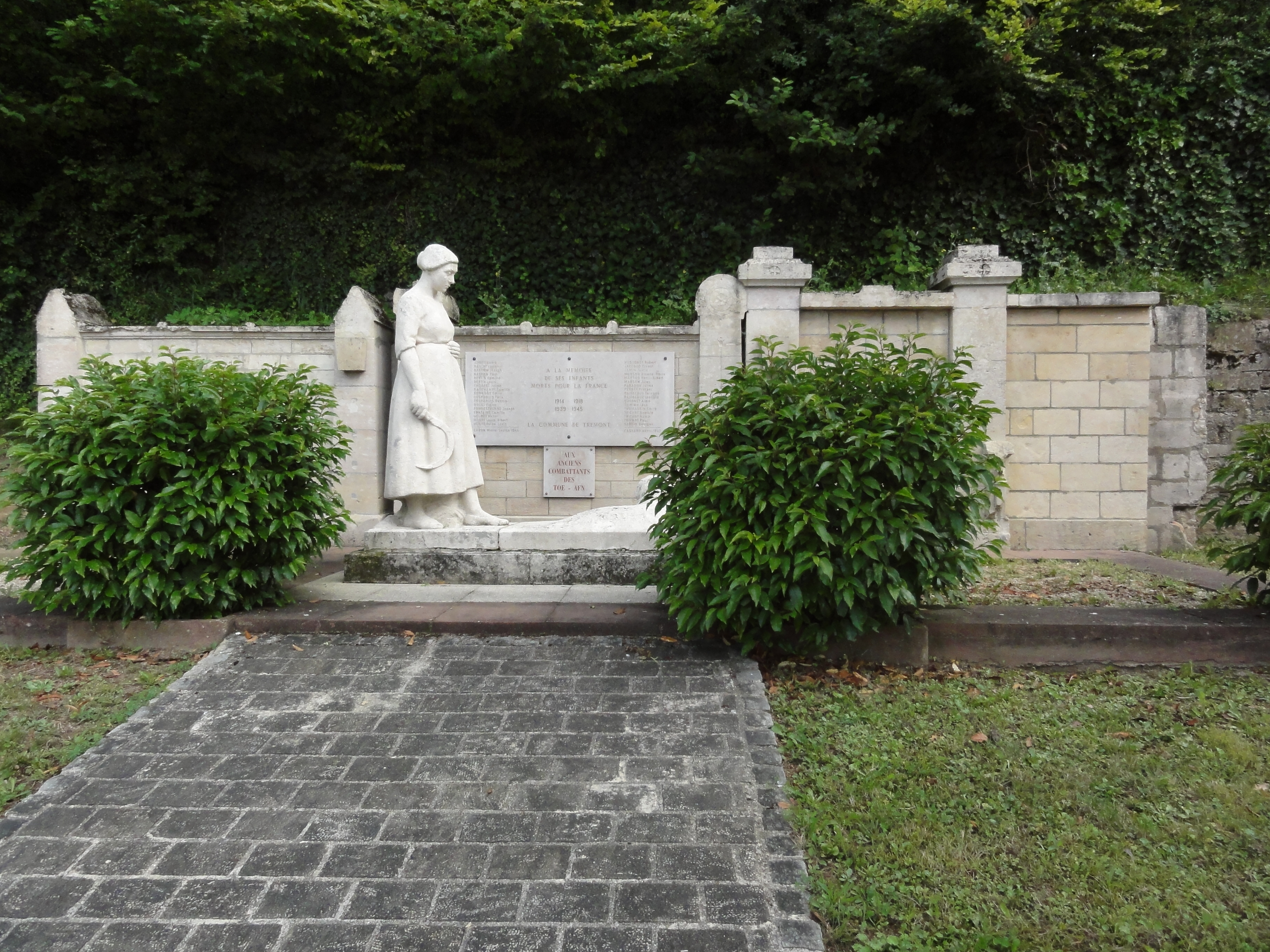
Monument aux morts.
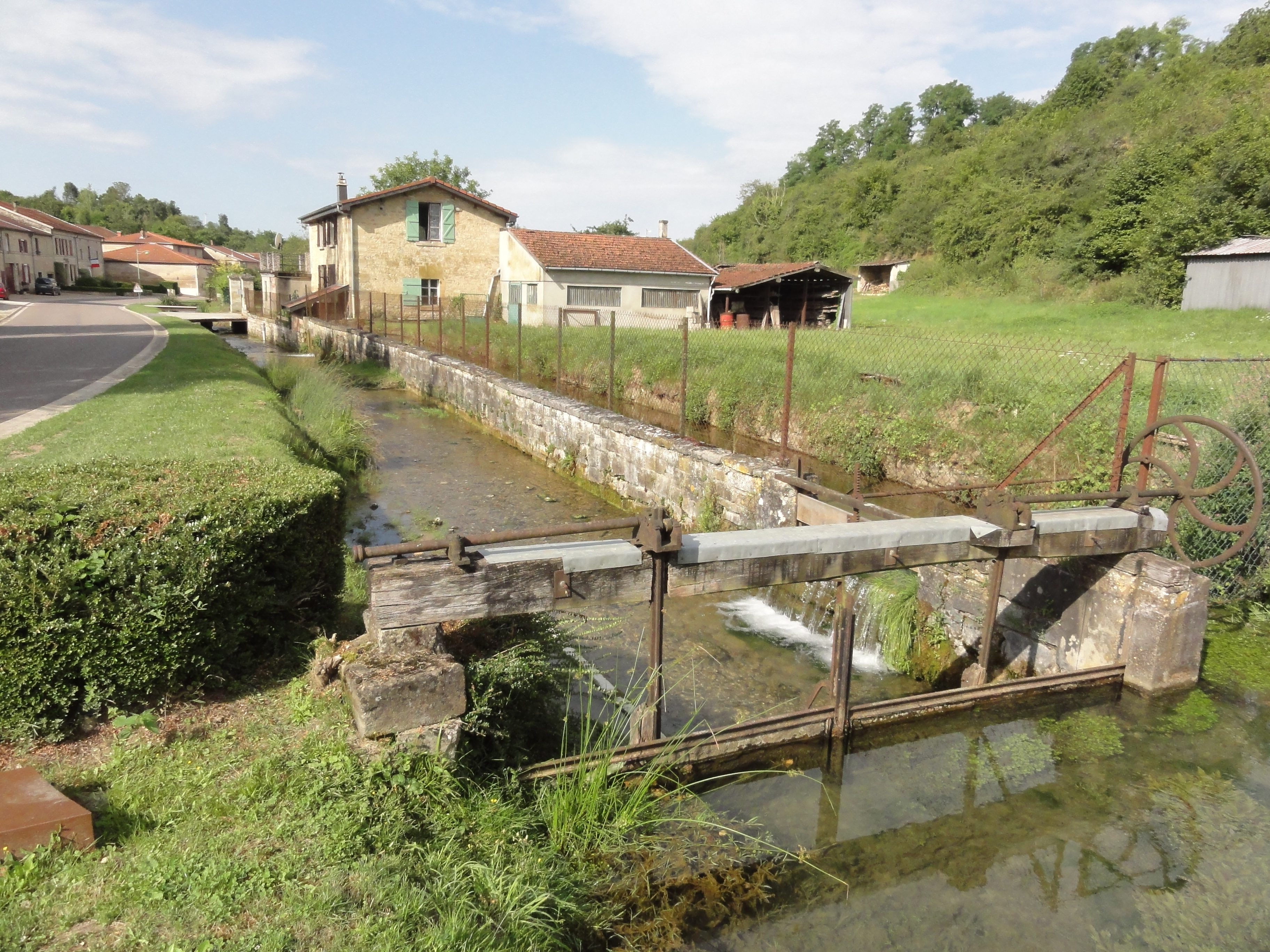
Moulin du ruisseau Saint-Sébastien.

### Personnalités liées à la commune
- Auguste Blanpain de Renusson (°1829-†1911), homme de lettres et philanthrope, né au hameau de Renesson.